# Еледжик (защитена местност)
Вижте пояснителната страница за други значения на Еледжик.
Еледжик е защитена местност в рида Ветрен, Ихтиманска Средна гора. Заема площ от 668 хектара около връх Бенковски (1185,8 m) в землищата на Ихтиман, Мирово и Мухово в община Ихтиман, и Горна Василица в община Костенец. Създадена е с цел опазване на естествени букови гори.
През 1975 г. местността около върха е обявена за историческо място, от 2003 г. се прекатегоризира в защитена местност, като се запазва площта и режима на дейностите в нея.

## География
Климатът е умереноконтинентален. Годишната сума на валежите е около 600 – 700 l/m2. Речният режим е с подчертано раннопролетно пълноводие, с максимум през март. Намира се в Егейската отточна област. Разположена е във Витошко-Средногорската провинция на Балканско-Средиземноморската почвена подобласт на Средиземноморската почвена област. Преобладават киселите кафяви планинско-горски почви. Флората в защитената местност се отнася към Ихтиманско-Средногорския район на Средногорския окръг в Илирийската провинция. Представена е от мезофитни фитоценози с доминиране на бук. Среща се ксеромезофитна горска растителност от обикновен габър и обикновен горун. На места се появяват вторични ксеротермни горски ценози от келяв габър. Намира се в Старопланинския зоогеографски район. В буковия пояс преобладават евросибирски животински видове, като фауната е по-бедна. По-богата е в откритите терени, където проникват равнинни видове, с богата орнитофауна.